# Две-Тополи
Две-Тополи (болг. Две тополи) — село в Болгарии. Находится в Смолянской области, входит в общину Баните. Население составляет 15 человек.

## Политическая ситуация
Две-Тополи подчиняется непосредственно общине и не имеет своего кмета.
Кмет (мэр) общины Баните — Райчо Стоянов Данаилов (инициативный комитет) по результатам выборов.